# Coson

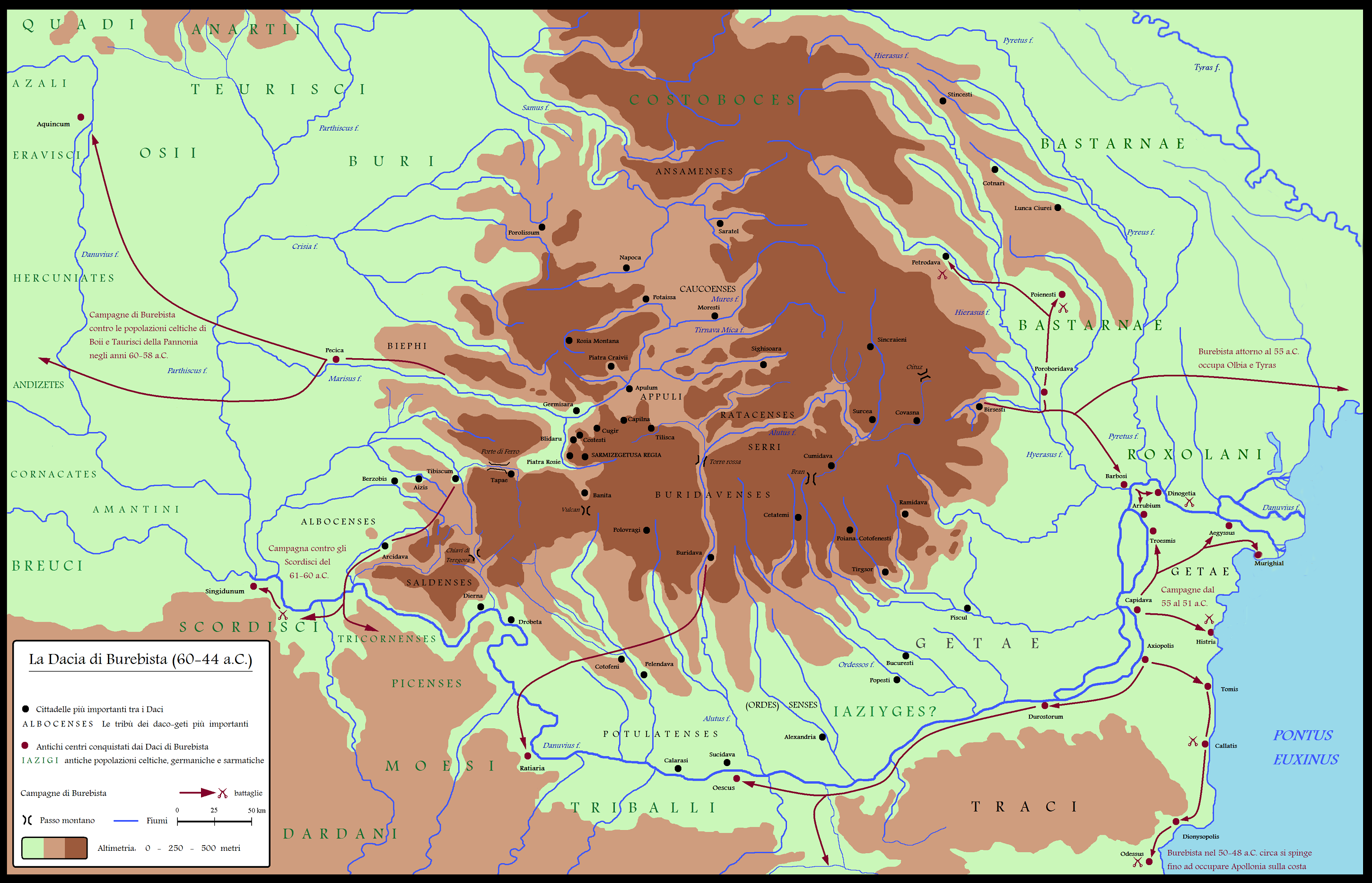
La Dacia nel 60-44 a.C., prima della dissoluzione del regno di Burebista

Coson (o Koson, dal greco ΚΟΣΩΝ delle legende monetarie) è stato un re geto-dace del I secolo a.C., che alcuni identificano con Cotisone.
Fu uno dei quattro – o forse cinque – evanescenti epigoni di Burebista che si spartirono il regno geto-dace, la cui unità si dissolse appena dopo la morte del grande fondatore: Coson, insieme a Cotisone e Comosicus, si insediò nella parte sud-occidentale del regno, mentre a Dicomes spettò la parte sud-orientale.
L'eventuale identificazione con Cotisone, respinta da molti, rivelerebbe un collegamento di Coson con Ottaviano, il futuro imperatore Augusto, che proprio con Cotisione intavolò trattative matrimoniali per la figlia Giulia maggiore e per se stesso.
A causa della carenza di fonti testuali che riguardano la storia dei Geti e dei Daci, molti degli importanti nomi collegati alla loro civiltà rimangono ignoti o controversi. Non fa eccezione nemmeno questo re, la cui consistenza storica, al pari degli altri epigoni del grande Burebista, è poco più che una pallida ombra.
La controversia che lo riguarda nacque non appena iniziarono a essere scoperti esemplari di vistose monete auree, dal diametro di 20 mm., contenenti, in esergo, la legenda ΚΟΣΩΝ (KOSON) in caratteri greci. Monete simili furono rinvenute in gran numero in Transilvania e queste scoperte catturarono l'attenzione degli scrittori fin dal XVI secolo. Così, vi sono commenti di Erasmo da Rotterdam nel 1520 e di Stephanus Zamosius (István Szamosközy) nel 1593.
L'annosa discussione verte su diversi punti: il significato da attribuire alla legenda monetale Koson, il nome di chi abbia battuto queste monete, e l'individuazione delle zecche artefici della coniazione. Le ipotesi avanzate nel tempo sono state le più varie: è stata anche suggerita una loro appartenenza alla monetazione medioevale, mentre in passato, uno studioso come Mommsenn, ha perfino avallato l'accattivante ipotesi di un presunto collegamento con l'assassinio di Giulio Cesare.
Gli studi più recenti, coadiuvati da alcuni risultati di indagini spettrofotometriche sul contenuto in tracce della lega aurea, sembrano avvalorare l'ipotesi di una coniazione avvenuta in zecche locali. Si apre così un mistero: l'inspiegabile inutilità di simili monete auree, dall'aspetto appariscente, ma di difficile utilizzazione corrente in quel contesto geografico (ostentative e inutili, secondo la definizione di Crawford), in cui rimangono peraltro un fenomeno unico, isolato, frutto di una stagione monetaria di breve durata. L'eccezionalità episodica di questo fenomeno rimarca il divario tra la Dacia e la vicina Tracia: solo in quest'ultima, infatti, il processo di «formazione dello stato» era riuscito a dar luogo a una realtà economico-statuale più organizzata, con «strutture fiscali in grado di sostenere coniazioni complesse, con varietà di denominazioni».

## Monetazione
| Statere                                                                                            | Statere                                                                           |
| -------------------------------------------------------------------------------------------------- | --------------------------------------------------------------------------------- |
| |                                                                                   |
| Console romano accompagnato da due littori; monogramma sulla sinistra, in esergo la legenda ΚΟΣΩΝ. | Aquila stante su uno scettro, che tiene una corona d'alloro nell'artiglio destro. |
| AV, statere, 8,31 g                                                                                |                                                                                   |

Oltre a reperti isolati, gruppi di monete con l'iscrizione in caratteri greci ΚΟΣΩΝ (kosõn), dette a volte cosoni o kosoni, sono stati scoperti in molti e cospicui ripostigli monetali in Transilvania.
Il primo tra i grandi gruppi, scoperto nel 1543, conteneva un tesoro di circa 40.000 stateri d'oro di Lisimaco e di Coson, insieme a oggetti in oro.
Correva voce secondo cui il deposito fosse stato rinvenuto in un vano inchiavardato sotto il greto del fiume Strei, identificato con il Sargetia, menzionato anche da Cassio Dione. Si tratta dello stesso fiume nel cui letto sarebbe stato rinvenuto, dopo la conquista della Dacia per mano di Traiano, il tesoro del capo dei Daci, il grande Decebalo.
Ricerche successive hanno smentito queste credenze, in qualche modo leggendarie, indicando, invece, l'origine del tesoro in una delle fortezze dacie dei monti Orăștie, probabilmente Sarmizegetusa Regia.
Molti altri ritrovamenti sono poi venuti alla luce in Romania, nel corso della storia, sia in forma di tesori, sia in esemplari isolati, specialmente nell'area della capitale Sarmizegetusa. Risale agli anni novanta del Novecento la scoperta di un deposito di circa 1000 esemplari, venuto alla luce nei pressi di Târsa-Luncani

### Particolarità della monetazione del tipo «Koson»

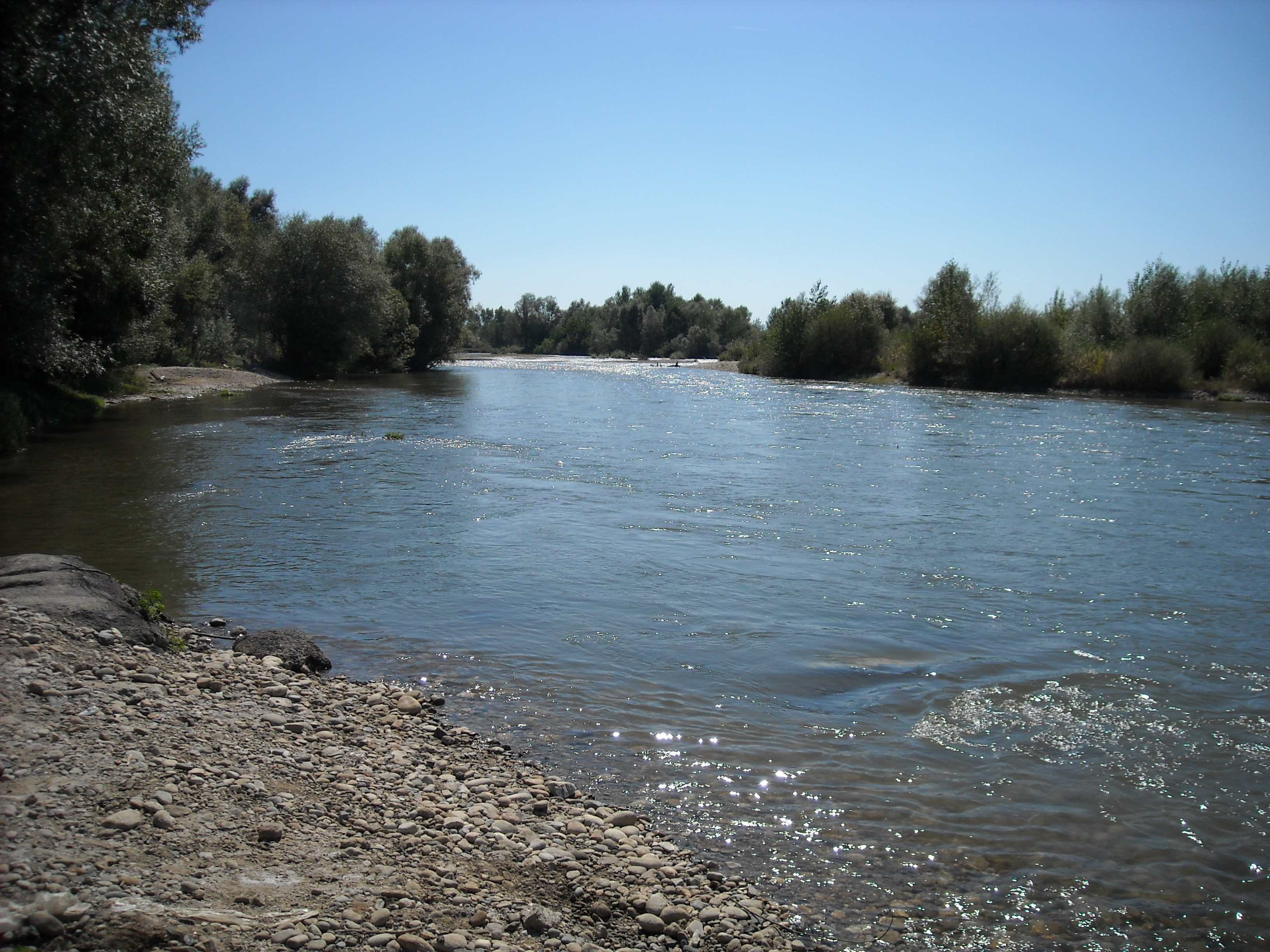
Il fiume Strei. Dopo la conquista della Dacia ad opera di Traiano, fu rinvenuto nel suo letto il tesoro di Decebalo. Il fiume era anche erroneamente indicato come depositario di un cospicuo ripostiglio monetale di stateri e kosoni, ritrovato nel XVI secolo.

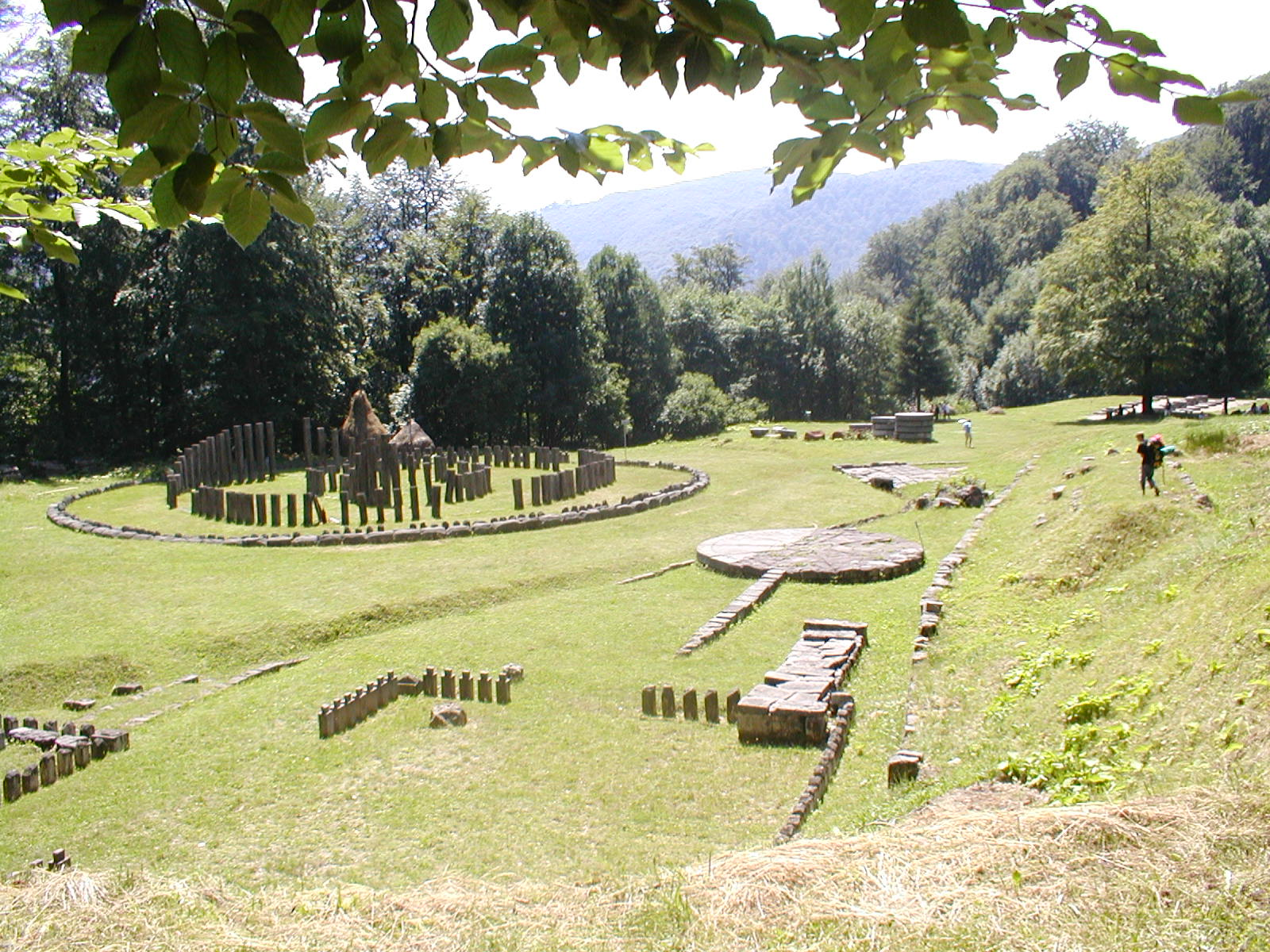
Rovine dell'area di culto della fortezza dacica di Sarmizegetusa Regia. Presso la capitale dacica sono ubicati molti siti di ritrovamento di kosoni.

Le emissioni con la legenda KOSON presentano diverse singolarità. Innanzitutto, appaiono essere l'unica monetazione aurea coniata dai Daci: una coniazione, secondo Crawford,  probabilmente emessa nell'attuale Transilvania e che, secondo la definizione dello studioso, appare «notevole» ma, al tempo stesso, «ostentativa e inutile».

#### Iconografia romana e legenda greca
Un'altra particolarità risiede nella scelta dei temi iconografici. Questi, pur coesistendo con una legenda in caratteri greci, risultano di chiara ispirazione romana. La moneta può essere accostata, in particolare, a due distinti esemplari della monetazione di età repubblicana.

##### Rovescio
Il rovescio appare simile a un denario, in questo caso argenteo, emesso nel 54 a.C. dal cesaricida Marco Giunio Bruto (Crawford 433/1), raffigurante una processione aperta da un accensus seguito da tre figure virili. Nel caso però delle monete con legenda Koson, sono presenti solo tre figure virili togate che procedono verso sinistra: un console (al centro) affiancato da due littori, ciascuno dei quali reca sulla spalla sinistra il fascio littorio. Nel campo a sinistra è presente in genere (ma non sempre) un monogramma che può essere visto come una B, ma la cui asta verticale si prolunga curiosamente in basso per poi descrivere una curva a destra terminata in una specie di svolazzo. In alcuni casi il monogramma è completamente assente. Quando presente, il suo schema può essere più schematico in alcuni esemplari e più elaborato in altri.

##### Dritto
Il dritto riporta invece un'aquila a sinistra, stante su uno scettro, mentre l'altra zampa artigliata è sollevata a ghermire una ghirlanda.
Un fatto a lungo trascurato, che ha condizionato alcune conclusioni provvisorie, riguarda proprio questa iconografia che trova invece un evidente precedente in un rarissimo denario argenteo suberato di Quinto Pomponio Rufo (Crawford 398/1), governatore della Moesia, emesso verso il 73 a.C.

##### Sistema ponderale
Un'altra particolarità è il piede monetario, non conforme allo standard ponderale romano, di 8,10 gr., introdotto da Giulio Cesare nel 46 a.C., e adottato nelle emissioni di Bruto per ricompensare le truppe a lui fedeli. Esso, secondo Ernest Babelon, può essere invece accostato al Darico, un sistema ponderale riconducibile al re persiano Dario o, secondo Octavian Iliescu, allo standard cui si affidava Mitridate VI del Ponto durante la prima guerra mitridatica.

## Controversie
| Denario di Bruto | Denario di Bruto |
| ---------------- | ---------------- |
|                  |                  |

L'interpretazione del denario come emissione propria dei Daci è stata a lungo dibattuta.
La controversia nasce da una serie di interrogativi, riguardanti sostanzialmente i seguenti punti:
1. Il significato della legenda Koson (e l'origine della monetazione).
2. Il responsabile dell'emissione (e quindi anche l'epoca).
3. L'ubicazione della zecca (o delle zecche).

A tali domande, sono state date nel tempo una molteplicità di risposte.

### La tesi di Eckhel e Mommsen: l'ipotetico collegamento con l'assassinio di Cesare

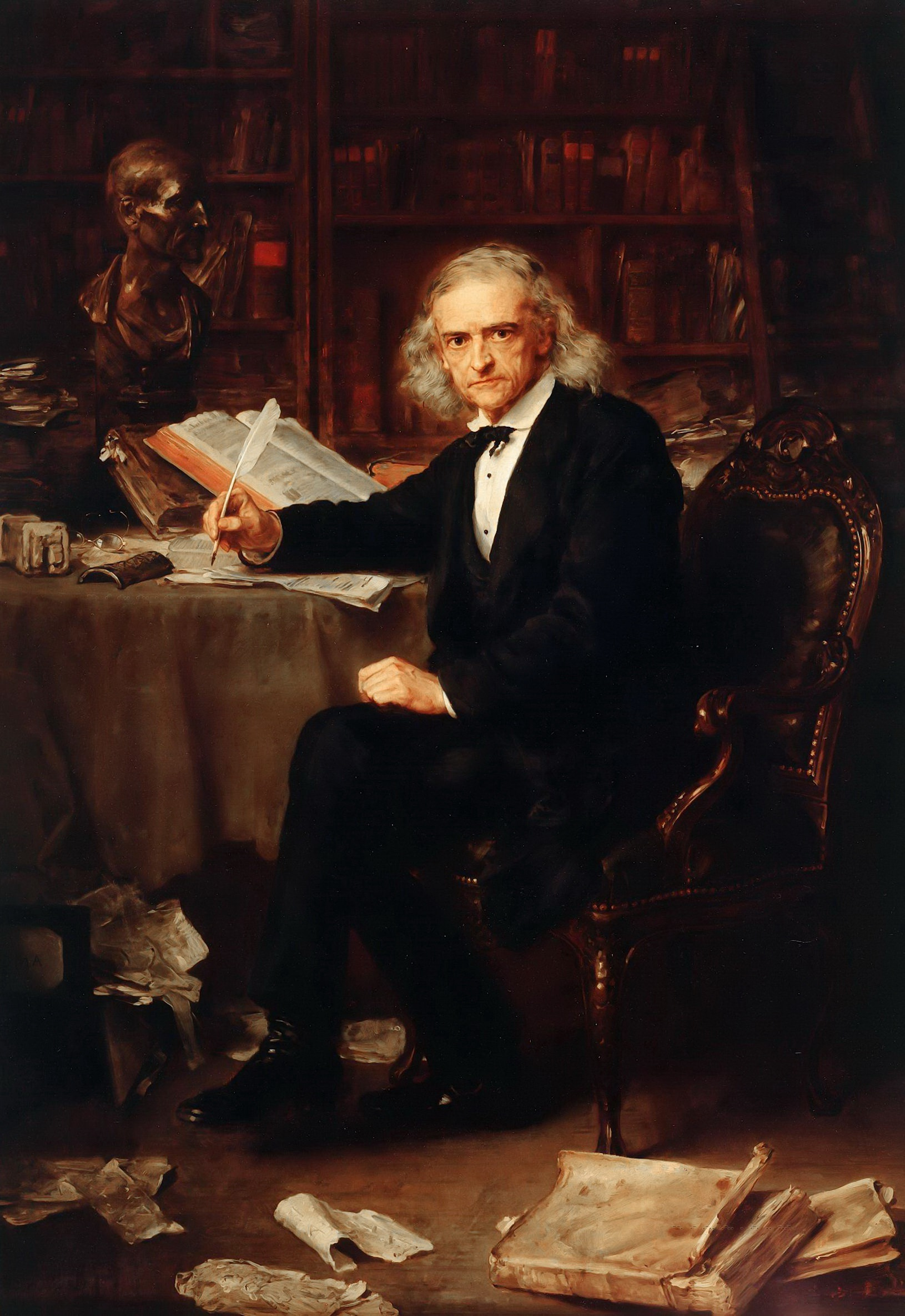
Theodor Mommsen contribuì all'equivoco sulla 'romanità' dei kosoni

Pronunciandosi sulla controversia, Theodor Mommsen aderì alla tesi della sua allogenicità: secondo Mommsen, questa monetazione era stata emessa in nome del cesaricida Bruto, che si trovava a quel tempo in Grecia, dopo l'assassinio di Giulio Cesare, per radunare una flotta e reclutare le truppe da opporre nello scontro finale che si profilava con il secondo triumvirato di Ottaviano, Marco Antonio e Marco Emilio Lepido, il cui epilogo si sarebbe consumato nelle due battaglie di Filippi del 42 a.C..

#### Il precedente di Eckhel
Il collegamento con Bruto e con l'assassinio di Cesare non era comunque una novità: l'affascinante connessione, prima di essere ripresa dal Mommsen, era già stata avanzata da Joseph Hilarius Eckhel che aveva basato le proprie argomentazioni sulla già descritta analogia tematica con il denario argenteo emesso da Bruto una decade prima, oltre che sull'interpretazione di quello strano monogramma, che poteva essere letto come la sovrapposizione di una B (rialzata) e di una R, interpretabile quindi come BR(utus) o, leggendovi eventualmente una L, come L. BR(utus). Ma, a queste considerazioni, già Joseph Eckhel aggiungeva un altro elemento, in seguito avvalorato dal Mommsen: si trattava di una notizia riportata da Appiano, secondo cui Bruto avrebbe coniato moneta aurea utilizzando il metallo prezioso fornitogli da Polemocratia: questa, vedova di un re trace, gli aveva fatto dono del proprio tesoro perché mettesse in salvo il suo giovane figlio. Eckhel, peraltro, nello stesso passo, aveva ulteriormente confuso le acque, spingendosi fino all'erronea individuazione della zecca in territorio italiano: per lui le coniazioni con l'epigrafe Koson erano da attribuire, per assonanza del nome, alla monetazione di Cosa, colonia romana (Cosa Volcientium) ubicata nei pressi dell'attuale Ansedonia.

### La tesi di von Bahrfeldt

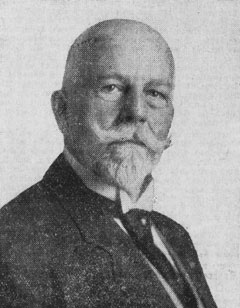
Bahrfeldt, nel 1911, fu il primo a inquadrare i kosoni come monetazione dinastica dace

L'argomentata congettura di Joseph Eckhel, fortemente avvalorata dalla prestigiosa adesione di Mommsen, fu però confutata nel 1911, con forti argomenti, dal collezionista Max Ferdinand von Bahrfeldt, che negò ogni rapporto con la figura di Bruto, frutto, secondo lui, di un fraintendimento nell'interpretazione del monogramma. Von Bahrfeldt fu il primo a qualificare la coniazione come dinastica e non romano-repubblicana, collegandola alla figura di un re geto-dacico da lui indicato come Kotison (Cotisone), il cui nome, a suo giudizio, si sarebbe poi contratto in Koson nelle legende monetarie.
Così Bahrfeldt rievocava la controversia nel 1926:
Se si accettasse, in particolare, l'identificazione di Koson con Cotisone (respinta, peraltro, da vari studiosi), si svelerebbe un altro suggestivo nesso con la storia romana: Koson sarebbe, allora, lo stesso re Cotisone con cui Ottaviano tentò una politica matrimoniale, progettando di dargli in sposa la figlia Giulia in cambio dell'assenso di Cotisone a dargli in sposa la propria figlia.

### Ipotesi di Barclay Vincent Head su una zecca a Olbia

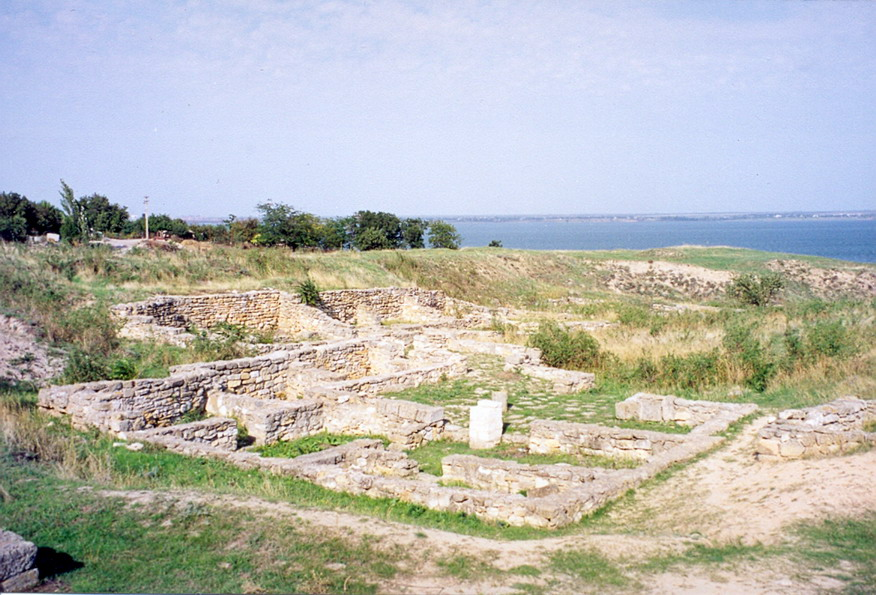
Olbia Pontica, una delle ipotetiche sedi della zecca dei Kosoni.

Sulla scia di questa revisione circa le ipotesi sulla genesi della monetazione, il numismatico Barclay Vincent Head, faceva il punto sulla controversia: nel confermare l'ipotesi dacica, Head suggeriva l'ubicazione della zecca nella città di Olbia, il cui nome si sarebbe celato sotto il monogramma che, a suo dire, era espandibile in ΟΛΒ.
Egli avvalorava la sua ipotesi con una considerazione stilistica e iconografica: il tema dell'«aquila che regge una corona è del tipo di Olbia (cf. Burachkov, Pl. VII-IX), e anche la sua rozza fattura corrisponderebbe a quella delle monete di Olbia. Anche la provenienza, Dacia (secondo Eckhel), propende per la Scizia piuttosto che per la Tracia, quale zona a cui dovrebbe essere assegnata».
Le argomentazioni di von Bahrfeldt e Barclay Vincent Head sono peraltro timidamente avallate dall'opera Roman Provincial Coinage, che le accoglie quali provvisorie conclusioni nel primo volume, From the death of Caesar to the death of Vitellius (44 BC–AD 69):
(AA.VV., Roman Provincial Coinage 1701, Vol. I, p. 312)

#### Confronto con il denario di Pomponio
| Il denario di Pomponio                                                                             | Il denario di Pomponio |
| -------------------------------------------------------------------------------------------------- | ---------------------- |
| |                        |
| Questa moneta, un denario suberato, rappresenta un precedente all'iconografia dell'aquila di Koson |                        |

L'identificazione della zecca in Olbia era basata sostanzialmente su due labili elementi, uno dei quali era la presunta analogia stilistica delle aquile raffigurate nell'iconografia monetale.
Quest'ultimo collegamento, in particolare, si è dimostrato in séguito totalmente fuorviante: l'analogia con i tipi della monetazione di Olbia è risultata forzata e inutile, quando è stato notato invece come il tema dell'aquila stante con la corona artigliata trovi un preciso e puntuale precedente in un'emissione repubblicana di qualche decennio prima: si tratta del già citato denario suberato argenteo (Crawford 398/1) di Quinto Pomponio Rufo, governatore della Moesia, emesso verso il 73 a.C.
È evidente a prima vista il rapporto tra le due iconografie: in esse la maggior differenza è data dalla torsione della testa dell'aquila, che si rivolge a destra nel denario di Pomponio e a sinistra in quello di Koson (Le sole differenze sono un numero di controllo tra la ghirlanda e lo scettro, la legenda in esergo e il simbolo, un gamberetto, alla destra dell'aquila sul denario di Pomponio).

### L'ipotesi di Octavian Iliescu

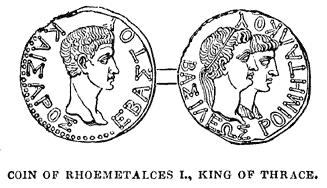
La legenda BAΣIΛEΩΣ (Basileus) sulla coniazione di Rhoemetalces I. Il dritto mostra l'imperatore Augusto, mentre al rovescio vi è Rhoemetalces con sua moglie Pythodoris..

La provenienza da una zecca locale è stata sostenuta da uno specifico contributo scientifico, basato sulle caratteristiche tecniche del conio. Tale studio, inoltre, afferma l'attribuzione della scritta KOSON al rovescio,  anziché al dritto, come in genere viene riportato (come, ad esempio, anche in von Bahrfeldt).
La questione è stata riesaminata da Octavian Iliescu. Le sue conclusioni si sono espresse in favore della tesi di Bahrfeldt sull'origine locale del conio e sull'inconsistenza del collegamento con Bruto, con diversi ordini di argomentazione:
- In primo luogo, secondo Iliescu, ogni pretesa di ricondurre le emissioni a una monetazione trace è contraddetta dagli stessi siti di rinvenimento, sia dei singoli pezzi che dei ripostigli monetali: questi luoghi sono quasi tutti ubicati in Transilvania, anziché in Tracia.
- In secondo luogo, lo standard ponderale adottato si discosta da quello di 8,10 gr. introdotto da Giulio Cesare nel 46 a.C., e utilizzato anche da Bruto per remunerare le sue truppe. Le monete con legenda Koson appaiono invece allineate allo standard ponderale utilizzato da Mitridate VI del Ponto durante la prima guerra mitridatica.
- Viene ribadita l'attribuzione della scritta KOSON al rovescio,  anziché al dritto, già sostenuta dalla Winkler.
- È significativo notare poi, secondo Iliescu, come l'iconografia si ispiri solo in parte a quella del denario di Bruto: di questo reinterpreta il rovescio, mentre l'iconografia del dritto è chiaramente ancorata a un altro tipo, anch'esso rovescio, appartenente a un'emissione di trent'anni più antica, quella di Pomponio Rufo.
- Inoltre, la connessione storico-temporale con l'emissione di Bruto è indebolita e resa meno stringente da alcuni ritrovamenti in cui i Cosoni sono variamente associati a tipi monetali romani di varie epoche.
- Iliescu, infine, avvalorava la lezione alternativa dell'enigmatico monogramma: l'uso della legenda BAΣIΛEΩΣ (Basileus), suggerita da Bahrfeldt, trova infatti una precisa corrispondenza nelle emissioni di età augustea del re trace Rhoemetalces I.

### Analisi chimica del metallo

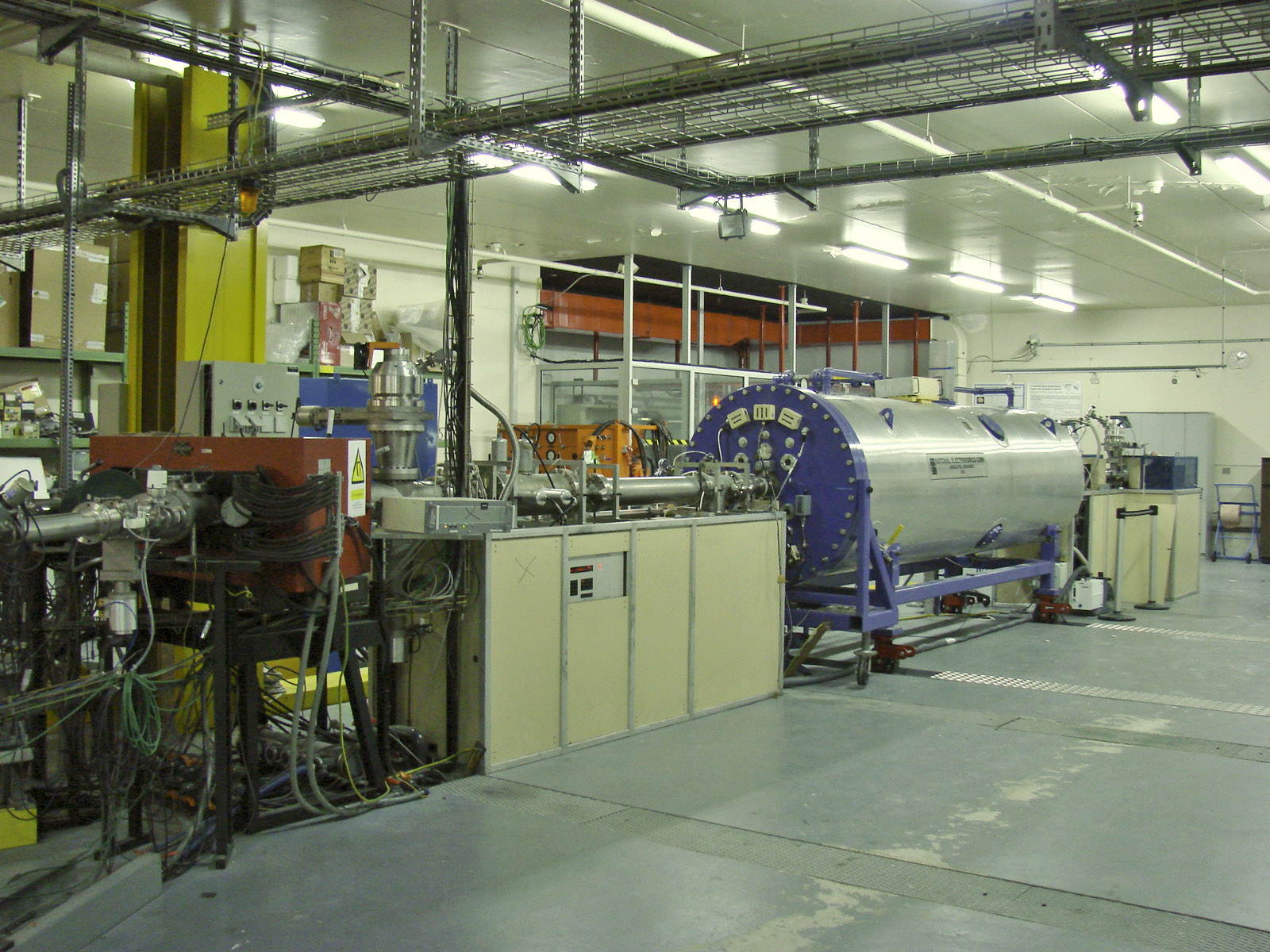
L'AGLAE-Accélérateur Grand Louvre d'analyse élémentaire, uno degli acceleratori utilizzati nell'analisi

Diversi esemplari di kosoni sono stati sottoposti a una serie di indagini chimico-fisiche per individuarne la composizione chimica con tecniche non invasive. In tali esperimenti sono stati utilizzati fasci di protoni di energia pari a 3 MeV emessi dal parigino AGLAE - Accélérateur Grand Louvre d'analyse élémentaire, presso il Museo del Louvre, e dagli acceleratori dei Laboratori Nazionali di Legnaro (LNL) dell'INFN e del Forschungszentrum Dresden-Rossendorf di Dresda.
Le monete sono state esaminate anche con tecniche di fluorescenza a raggi X (X-RF) e Particle induced X-ray emission (PIXE) presso i laboratori berlinesi BESSY (Berliner Elektronenspeicherring-Gesellschaft für Synchrotronstrahlung).
L'analisi ha messo a confronto le tracce presenti nelle monete con la composizione metallurgica di campioni aurei provenienti da miniere della Transilvania e con quella dei tipici bracciali daci d'oro dell'Età del Bronzo. Ne è scaturita una distinzione dei koson in due diversi tipi monetali, sulla base della composizione chimica, a cui corrisponde anche una differenza esteriore, vale a dire la presenza o meno del monogramma:
- Esemplari senza monogramma: le tracce di elementi presenti nella lega di questi pezzi monetali permettono di affermare l'identica composizione con dei campioni di oro provenienti da miniere locali, il che dimostra la provenienza transilvanica dell'oro usato nella coniazione di questo tipo di kosoni.
- Esemplari con il monogramma: l'analisi della composizione non han rivelato alcuna presenza di tracce; l'oro di cui sono composti potrebbe provenire da altre miniere o, in alternativa, potrebbe essere il frutto dell'applicazione di una diversa tecnica metallurgica, con il passaggio attraverso un processo di raffinazione spinta che ha prodotto una lega così pura[25][26].

È probabile che le diversità riscontrate nell'aspetto e nella composizione metallurgica siano anche il riflesso di una diversa epoca di coniazione.